# Zschepplin
Zschepplin – miejscowość i gmina w Niemczech, w kraju związkowym Saksonia, w okręgu administracyjnym Lipsk, w powiecie Nordsachsen, wchodzi w skład związku gmin Eilenburg-West. Do reformy administracyjnej w 2008 gmina leżała w powiecie Delitzsch.

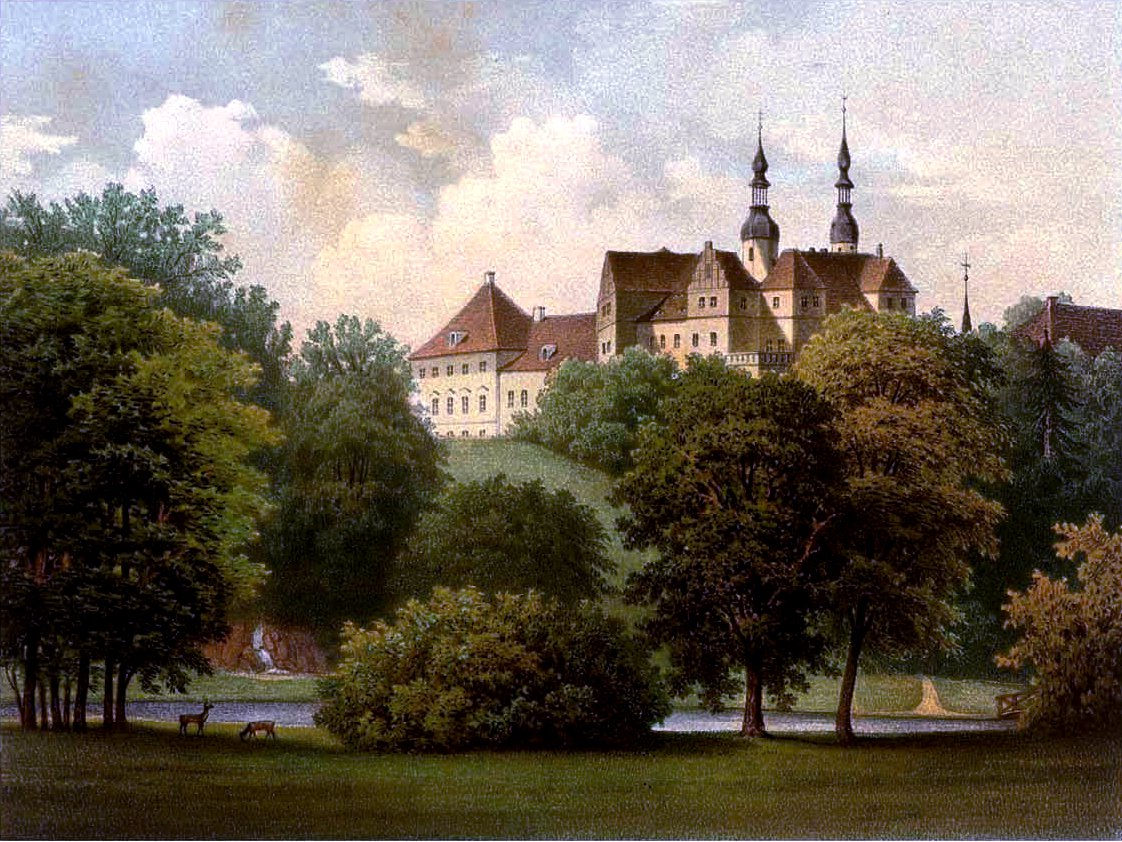
Pałac w Zschepplinie około 1860 roku, wydanie Alexandra Dunckera

Gmina Zschepplin leży ok. 7 km na południe od Bad Düben, na trasie drogi krajowej B107.
Dzielnice gminy:
- Göritz
- Hohenprießnitz
- Krippehna
- Naundorf
- Niederglaucha
- Noitzsch
- Oberglaucha
- Rödgen
- Steubeln
- Zschepplin